# フォーゴトゥン・テールズ
フォーゴトゥン・テールズ (Forgotten Tales)は、カナダのパワーメタルバンドである。

## バイオグラフィー
1999年10月にマネージャーのRene Pineaultによって、ヨーロッパで人気のあるパワーメタル・ムーブメントに影響を受け、ケベック・シティで結成された。カナダにおけるメロディックパワーメタルの先駆者であり、その上メロディックパワーメタルを積極的に供給したがっていたこともあって、国際的に活動しているフィンランドのナイトウィッシュが2000年にモントリオールを訪れた際、前座を務めた。

## ディスコグラフィー
- 2002年 ザ・プロミス
- 2004年 オール・ザ・シナー
- 2010年 ウイ・シャル・シー・ザ・ライト